# Fagraea annulata
Fagraea annulata är en gentianaväxtart som beskrevs av William Philip Hiern. Fagraea annulata ingår i släktet Fagraea och familjen gentianaväxter. Inga underarter finns listade i Catalogue of Life.